# Franco La Cecla
Franco La Cecla (Palermo, 1950) es un profesor de universidad, urbanista y antropólogo italiano.

## Biografía
Ha sido profesor de antropología cultural en la Universidad de Verona, la Universidad de Palermo, en la Universidad de Venecia, además de en la École des Hautes Études en Sciences Sociales de París.
En los años ochenta, en la Berkeley University descubrió los gender studies, junto con la visión crítica de Iván Illich y Michel Foucault.
En la actualidad es profesor de antropología cultural en la Universidad IUAV de Venecia, Facultad de Arquitectura.